# Херлинген
Херлинген (на немски: Herrlingen) е квартал (Teilort) на град Блаущайн в Германия, бундесланд Баден-Вюртемберг.
Блаущайн е разположен на 8 километра източно от град Улм.